# Много ми је стало
Много ми је стало (енгл. I Care a Lot) је амерички црно-хумористички филм из 2020. године сценаристе и редитеља Џонатана Блејксона. У филму играју Розамунд Пајк, Питер Динклиџ, Ејза Гонзалез, Крис Месина, Мејкон Блер, Алисија Вит и Дамијан Јанг, са Ајезејом Витлоком Млађим и Дајаном Вист. Филм прати старатељку коју је одредио суд и која одузима имовину старијих људи, само да би се она помешала са опасним гангстером.
Филм је имао своју светску премијеру 12. септембра 2020. године Торонтском међунардном филмском фестивалу и објављен је преко стриминга 19. фебруара 2021. године, преко Netflix и Prime Video, у зависности од региона. Филм је објављен 15. априла 2021. године у Србији, од стране Blitz-а. Филм је добио позитивне критике критичара, са Пајковом која је освојила награду Златни глобус за најбољу главну глумицу у играном филму — мјузикл или комедија.

## Улоге
| Глумац              | Улога            |
| ------------------- | ---------------- |
| Розамунд Пајк       | Марла Грејсон    |
| Питер Динклиџ       | Роман Лунјов     |
| Ејза Гонзалез       | Фран             |
| Дајана Вист         | Џенифер Питерсон |
| Крис Месина         | Дин Ериксон      |
| Ајзеја Витлок Млађи | судија Ломакс    |
| Мејкон Блер         | Фелдстром        |
| Алисија Вит         | др Карен Ејмос   |
| Дамијан Јанг        | Сем Рајс         |
| Николас Логан       | Алекси Игнатјев  |